# François de Rovérié de Cabrières
François-Marie-Anatole de Rovérié de Cabrières (30 de agosto de 1830 - 21 de dezembro de 1921) foi um cardeal francês da Igreja Católica Romana. Ele serviu como bispo de Montpellier de 1874 até sua morte, e foi elevado ao cardinalato em 1911.

## Biografia
François de Rovérié de Cabrières nasceu em Beaucaire e estudou no Colégio da Assunção em Nîmes e no Seminário de Saint-Sulpice em Paris .
Ele foi ordenado ao sacerdócio em 24 de Setembro 1853 e, em seguida, fez pastoral trabalho em Nîmes até 1874, servindo como diretor do Seminário Menor de Nîmes e do Collège de l'Assomption (1855-1859) e secretário particular de Dom Claude-Henri Plantier . Ele também foi feito um cânone da catedral em 5 de janeiro de 1871, e depois vigário geral honorário .
Em 16 de janeiro de 1874, Rovérié foi nomeado bispo de Montpellier pelo papa Pio IX . Ele recebeu sua consagração episcopal no dia 19 de março do bispo Plantier, com os bispos Julien Meirireu e Gaspard Mermillod servindo como co-consagradores . Rovérié recebeu o direito de usar o pálio , tradicionalmente reservado aos bispos metropolitanos , em 15 de julho de 1890.
O Papa Pio X criou-o Cardeal-Sacerdote de S. Maria della Vittoria no consistório de 27 de novembro de 1911. Rovérié foi um dos cardeais eleitores que participaram do conclave papal de 1914 , que selecionou o Papa Bento XV .
Cardeal Rovérié morreu em Montpellier , aos 91 anos de idade. Ele está enterrado na Catedral de Montpellier .